# Рибарско острво
Рибарско острво (познато и као Рибарац) је део Новог Сада. 

## Положај
Рибарско острво се налази у саставу месне заједнице Острво, која поред Рибарског острва обухвата бродоградилиште Нови Сад, касарну Лиман и део новосадског Лимана. Суседни делови Новог Сада су: Каменичко острво на западу, Телеп на северозападу, Лиман на северу и Сремска Каменица на југоистоку, преко Дунава. Северно од Рибарског острва, на простору бродоградилишта, планира се изградња нове градске четврти под називом Нови Сад на води.
Простор Рибарског острва удаљен је три километра од центра града.

## Намена локалитета
Рибарско острво има двојну намену: представља заштићено природно добро, споменик природе Рибарско острво, и туристичко насеље града Новог Сада. 
На овом простору има нешто више од стотину викендица, на Дунавцу поред Рибарског острва постоји већи број сплавова, док је са друге стране Дунавца марина, у којој је свакодневно усидрен већи број чамаца и бродића. У овом делу приобаља Дунава постоји и већи број чарди, ресторана и кафана. Рибарско острво има засебну плажу и око 150 усидрених пловила.

## Инфраструктура
Рибарско острво има комплетну инфраструктуру, струју, воду и сређен пут. 

## Туристичке активности
Овде се организују такмичења у кувању рибље чорбе, пецања рибе, спуштање низ Дунав пловилима, те камповање. Одржавају се и игре без граница за децу, турнири у шаху и ликовна колонија.